# Valeriana globulariifolia
Valeriana globulariifolia är en kaprifolväxtart som beskrevs av Louis François Ramond de Carbonnière och Dc. Valeriana globulariifolia ingår i släktet vänderötter, och familjen kaprifolväxter. Inga underarter finns listade i Catalogue of Life.